# Sportjahr 2007
Liste der Sportjahre

◄◄ | ◄ | 2003 | 2004 | 2005 | 2006 | Sportjahr 2007 | 2008 | 2009 | 2010 | 2011 | ► | ►►

Weitere Ereignisse

## American Football
- 4. Februar: Die Indianapolis Colts gewinnen Super Bowl XLI in Miami, Florida, gegen die Chicago Bears mit 29:17.
- 1. Juli: Die Vienna Vikings gewinnen Eurobowl XXI gegen die Marburg Mercenaries mit 70:19.
- 21. Juli: Die Graz Giants gewinnen das Endspiel um den EFAF Cup 2007 gegen die Hohenems Blue Devils mit 28:26.
- 6. Oktober: Die Braunschweig Lions gewinnen German Bowl XXIX im Gazi-Stadion auf der Waldau, Stuttgart, gegen die Stuttgart Scorpions mit 27:6.

## Badminton
Höhepunkte des Badmintonjahres 2007 waren die Weltmeisterschaft und der Sudirman Cup.

### BWF Super Series
| Turnier                    | Herreneinzel    | Dameneinzel    | Herrendoppel                 | Damendoppel                  | Mixed                         |
| -------------------------- | --------------- | -------------- | ---------------------------- | ---------------------------- | ----------------------------- |
| Malaysia Super Series      | Peter Gade      | Zhu Lin        | Koo Kien Keat Tan Boon Heong | Gao Ling Huang Sui           | Zheng Bo Gao Ling             |
| Korea Open Super Series    | Lin Dan         | Xie Xingfang   | Jung Jae-sung Lee Yong-dae   | Gao Ling Huang Sui           | Zheng Bo Gao Ling             |
| All England Super Series   | Lin Dan         | Xie Xingfang   | Koo Kien Keat Tan Boon Heong | Wei Yili Zhang Yawen         | Zheng Bo Gao Ling             |
| Swiss Super Series         | Chen Jin        | Zhang Ning     | Koo Kien Keat Tan Boon Heong | Yang Wei Zhang Jiewen        | Lee Yong-dae Lee Hyo-jung     |
| Singapore Super Series     | Boonsak Ponsana | Zhang Ning     | Fu Haifeng Cai Yun           | Wei Yili Zhang Yawen         | Flandy Limpele Vita Marissa   |
| Indonesia Super Series     | Lee Chong Wei   | Wang Chen      | Fu Haifeng Cai Yun           | Du Jing Yu Yang              | Zheng Bo Gao Ling             |
| China Masters Super Series | Lin Dan         | Xie Xingfang   | Fu Haifeng Cai Yun           | Liliyana Natsir Vita Marissa | Zheng Bo Gao Ling             |
| Japan Super Series         | Lee Chong Wei   | Tine Rasmussen | Candra Wijaya Tony Gunawan   | Yang Wei Zhang Jiewen        | Zheng Bo Gao Ling             |
| Denmark Super Series       | Lin Dan         | Lu Lan         | Koo Kien Keat Tan Boon Heong | Yang Wei Zhang Jiewen        | He Hanbin Yu Yang             |
| French Super Series        | Lee Chong Wei   | Xie Xingfang   | Fu Haifeng Cai Yun           | Wei Yili Zhang Yawen         | Flandy Limpele Vita Marissa   |
| China Open Super Series    | Bao Chunlai     | Wong Mew Choo  | Markis Kido Hendra Setiawan  | Gao Ling Zhao Tingting       | Nova Widianto Liliyana Natsir |
| Hong Kong Super Series     | Lin Dan         | Xie Xingfang   | Markis Kido Hendra Setiawan  | Du Jing Yu Yang              | Nova Widianto Liliyana Natsir |

## Baseball
- 7.–20. September: Bei der Baseball-Europameisterschaft 2007 in Barcelona gewinnt das Team der Niederlande seinen 20. Titel.
- 22.–29. Oktober: Die Philadelphia Phillies gewinnen die World Series 2008 mit 4:1 Siegen gegen die Tampa Bay Rays.

## Biathlon
- Die 41. Biathlon-Weltmeisterschaften fanden vom 2. bis 11. Februar 2007 in Antholz in Südtirol (Italien) statt. Magdalena Neuner gewann dreimal Gold und wurde damit erfolgreichste Sportlerin dieser Weltmeisterschaften und zu diesem Zeitpunkt jüngste Dreifachweltmeisterin.

## Eishockey
- 15. April: Die Hamilton Bulldogs gewinnen den Calder Cup
- 13. Mai: Die kanadische Eishockeynationalmannschaft gewinnt die Eishockey-Weltmeisterschaft in Russland im Finale gg. Finnland
- 22. Mai: Die Anaheim Ducks gewinnen zum ersten Mal seit ihrem Bestehen den Stanley Cup

## Formel 1
- 21. Oktober: Kimi Räikkönen wird in São Paulo erstmals Formel-1-Weltmeister

## Fußball
- 15. Mai: Der FC Sevilla gewinnt den UEFA-Pokal im Finale gg. Espanyol Barcelona.
- 19. Mai: Der VfB Stuttgart wird deutscher Fußball-Meister.
- 23. Mai: Der AC Mailand gewinnt die UEFA Champions League im Finale gg. den FC Liverpool.
- 15. Juli: Die brasilianische Fußballnationalmannschaft gewinnt die Copa América im Finale gegen Argentinien.
- 16. Dezember: Die AC Mailand gewinnt die FIFA-Klub-Weltmeisterschaft, wobei in Yokohama der Sieger der Copa Libertadores 2007, die Boca Juniors, mit 4:2 geschlagen werden.

## Motorradsport

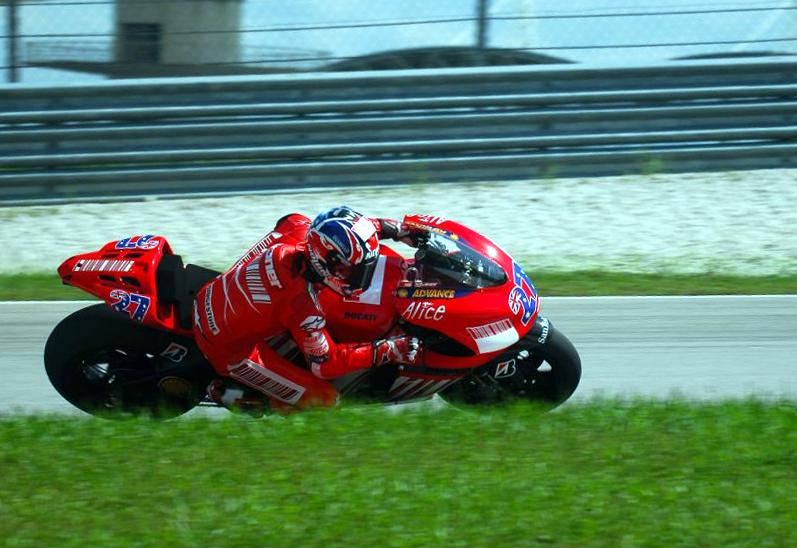
Erster MotoGP-Weltmeister auf Ducati: Casey Stoner.

### Motorrad-Weltmeisterschaft
- Motorrad-Weltmeisterschaft 2007

#### MotoGP-Klasse (800 cm³)
- In der erstmals mit 800-cm³-Maschinen ausgetragenen MotoGP-Klasse gewinnt der 22-jährige Australier Casey Stoner auf Ducati den ersten WM-Titel seiner Laufbahn. Er setzt sich gegen den Spanier Dani Pedrosa (Honda) und den Italiener Valentino Rossi (Yamaha) durch. In der Konstrukteurswertung gewinnt Ducati vor Honda und Yamaha den ersten Konstrukteurstitel der Unternehmensgeschichte in der Motorrad-WM.

#### 250-cm³-Klasse
- In der 250-cm³-Klasse verteidigt der 20-jährige Spanier Jorge Lorenzo auf Aprilia vor dem Italiener Andrea Dovizioso (Aprilia) und Alex De Angelis aus San Marino (Aprilia) seinen im Vorjahr gewonnenen Titel erfolgreich. In der Konstrukteurswertung setzt sich Aprilia gegen Honda und KTM durch.

#### 125-cm³-Klasse
- Den WM-Titel in der Achtelliterklasse gewinnt der 26-jährige Ungar Gábor Talmácsi auf Aprilia. Zweiter wird der Spanier Héctor Faubel, ebenfalls Aprilia, Dritter Tomoyoshi Koyama aus Japan auf KTM. In der Konstrukteurswertung siegt Aprilia vor Derbi und KTM.

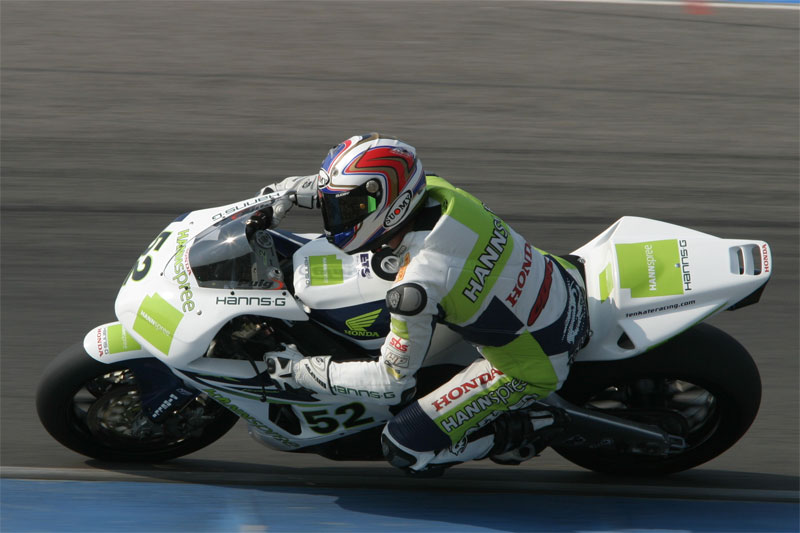
Superbike-Weltmeister James Toseland 2007 in Assen.

### Superbike-Weltmeisterschaft
- Der Brite James Toseland gewinnt auf Honda vor dem Japaner Noriyuki Haga (Yamaha) und dem Italiener Max Biaggi (Suzuki) die Fahrerwertung. Für den 27-Jährigen ist dies nach 2004 der zweite WM-Titel seiner Laufbahn in dieser Kategorie. In der Konstrukteurswertung setzt sich Yamaha vor Honda und Ducati durch.

Details: Superbike-Weltmeisterschaft 2007

### Supersport-Weltmeisterschaft
- Der 23-jährige Türke Kenan Sofuoğlu gewinnt auf Honda vor dem Australier Broc Parkes (Yamaha) und dem Franzosen Fabien Foret (Kawasaki) die Fahrerwertung. In der Konstrukteurswertung setzt sich Honda gegen Yamaha und Kawasaki durch.

Details: Supersport-Weltmeisterschaft 2007

## Rugby
- Südafrika gewinnt in Frankreich die Rugby-Union-Weltmeisterschaft.

## Reiten
Die Wettkämpfe im Reiten bei den Afrikaspielen 2007 wurden vom 14. bis zum 21. Juli 2007 in Algier, Algerien ausgetragen.

## Ski Alpin
Mit nur 13 Punkten Vorsprung gewinnt Aksel Lund Svindal erstmals den Gesamtweltcup. Das ist der geringste Punkteabstand, den es im Weltcup je gab. Bei den Damen sichert sich die Österreicherin Nicole Hosp die Große Kristallkugel. Erfolgreichste Teilnehmerin bei der Weltmeisterschaft war die Schwedin Anja Pärson mit drei Gold-, einer Silber- und einer Bronzemedaille.
- 3.–18. Februar: Weltmeisterschaften (in Åre)
- 14.–18. März: Weltcupfinale (in Lenzerheide)

## Ski Nordisch
Drei Wochen nach seinem ersten Weltcuperfolg gewinnt der norwegische Skispringer Anders Jacobsen die Vierschanzentournee.
- Vierschanzentournee

## Tennis

### Grand-Slam-Turniere
- Australian Open
- French Open
- Wimbledon
- US Open

### World Tour Finals
- Tennis Masters Cup
- WTA Championships
- World Team Cup

### Weitere Turniere
- Fed-Cup
- Hopman-Cup

## Geboren

### Januar
- 20. Januar: Alexander Røssing-Lelesiit, norwegischer Fußballspieler
- 21. Januar: Luke Littler, englischer Dartspieler
- 22. Januar: Pau Cubarsí, spanischer Fußballspieler

### Februar
- 09. Februar: Otto Stange, deutscher Fußballspieler
- 22. Februar: Embla Matilde Njerve, norwegische Leichtathletin
- 24. Februar: Luka Vušković, kroatischer Fußballspieler

### März
- 06. März: Dmytro Bohdanow, ukrainischer Fußballspieler
- 22. März: Danish Haqimi, singapurischer Fußballspieler
- 28. März: Quan Hongchan, chinesische Wasserspringerin

### April
- 20. April: Berat Luş, türkischer Fußballspieler
- 29. April: Mirra Andrejewa, russische Tennisspielerin

### Mai
- 04. Mai: Daniel Nsumbu, angolanisch-kongolesischer Fußballspieler
- 24. Mai: Qiu Qiyuan, chinesische Turnerin

### Juni
- 05. Juni: Lilly Stoephasius, deutsche Skateboarderin

### Juli
- 03. Juli: Marco Morelli, argentinischer Motorradrennfahrer
- 13. Juli: Lamine Yamal, spanischer Fußballspieler

### August
- 30. August: Momiji Nishiya, japanische Skateboarderin

### September
- 17. September: Adéla Holubová, tschechische Leichtathletin
- 28. September: Jholeixon Rodríguez, ecuadorianischer Leichtathlet
- 30. September: Rafael Pinto Pedrosa, deutscher Fußballspieler

### Oktober
- 02. Oktober: Ayyoub Bouaddi, französisch-marokkanischer Fußballspieler
- 02. Oktober: Boris Lum, deutsch-kamerunischer Fußballspieler
- 21. Oktober: Ajda Košnjek, slowenische Skispringerin

### November
- 28. November: Ionnah Douillet, beninische Schwimmerin
- 29. November: Carter Thompson, australischer Motorradrennfahrer

### Dezember
- 12. Dezember: Hana Goda, ägyptische Tischtennisspielerin
- 16. Dezember: Felicia Sträßer, deutsche Fußballspielerin
- 21. Dezember: Ingvild Synnøve Midtskogen, norwegische Skispringerin
- 26. Dezember: Manuihei Teaha, französischer Leichtathlet
- 30. Dezember: Axel Kei, US-amerikanischer Fußballspieler

## Gestorben

### Januar
- 01. Januar: Herbert Prügl, österreichischer Motorradrennfahrer (* 1946)
- 01. Januar: Darrent Williams, US-amerikanischer Footballspieler (* 1982)
- 04. Januar: Ken Lorraway, australischer Drei- und Weitspringer (* 1956)
- 04. Januar: Sandro Salvadore, italienischer Fußballspieler (* 1939)
- 08. Januar: Harold Keck, US-amerikanischer Automobilrennfahrer (* 1931)
- 08. Januar: Jelena Petuschkowa, russische Dressurreiterin und Olympiasiegerin 1972 (* 1940)
- 09. Januar: Guðmundur Guðmundsson, isländischer Skisportler (* 1920)
- 09. Januar: Elmer Symons, südafrikanischer Motorradrennfahrer (* 1977)
- 11. Januar: Kurt Vossen, deutscher Fußballfunktionär (* 1937)
- 16. Januar: Alois Maxwald, österreichischer Motorradrennfahrer (* 1940)
- 19. Januar: Scott Bigelow, US-amerikanischer Profi-Wrestler (* 1961)
- 20. Januar: Alida de Vries, niederländische Leichtathletin (* 1914)
- 21. Januar: Walter Brehme, deutscher Motorradrennfahrer (* 1921)
- 21. Januar: Maria Cioncan, rumänische Leichtathletin (* 1977)
- 22. Januar: Emmanuel „Toulo“ de Graffenried, Schweizer Automobilrennfahrer (* 1914)
- 22. Januar: Ramón Marsal, spanischer Fußballspieler (* 1934)
- 25. Januar: Ken Kavanaugh, US-amerikanischer American-Football-Spieler und -Trainer (* 1916)
- 28. Januar: Werner Hackmann, deutscher Sportfunktionär (* 1947)

### Februar
- 01. Februar: Ray Berres, US-amerikanischer Baseballspieler und -trainer (* 1907)
- 10. Februar: Bruno Ruffo, italienischer Motorradrennfahrer (* 1920)
- 12. Februar: Georg Buschner, Trainer der Fußballnationalmannschaft der DDR (* 1925)
- 12. Februar: Ferenc Hemrik, ungarischer Skispringer (* 1925)
- 13. Februar: Paolo Pileri, italienischer Motorradrennfahrer (* 1944)
- 14. Februar: Wolfgang Kalauch, deutscher Motorradrennfahrer (* 1929)
- 16. Februar: Josef Klíma, tschechoslowakischer Volleyball- und Basketballspieler sowie Basketballtrainer und -funktionär (* 1911)
- 22. Februar: Dennis Johnson, US-amerikanischer Basketballspieler (* 1954)
- 24. Februar: Bruce Bennett, US-amerikanischer Leichtathlet (* 1906)
- 24. Februar: Lamar Lundy, US-amerikanischer American-Football-Spieler (* 1935)

### März
- 04. März: Alexandre Gacon, französischer Autorennfahrer (* 1927)
- 07. März: Ward Van de Velde, belgischer Radrennfahrer (* 1930)
- 13. März: Bob Mitchell, australischer Motorradrennfahrer (* 1931)
- 14. März: Georg Auerbacher, deutscher Motorradrennfahrer (* 1934)
- 14. März: Roger Beaufrand, französischer Radrennfahrer (* 1908)
- 19. März: Menotti Avanzolini, italienischer Fußballspieler (* 1923)
- 19. März: Giampaolo Calanchini, italienischer Säbelfechter (* 1937)
- 22. März: Fritz Kläger, deutscher Motorradrennfahrer und -konstrukteur (* 1914)
- 22. März: César Peñaranda, peruanischer Radrennfahrer (* 1915)
- 23. März: Damian McDonald, australischer Radrennfahrer (* 1972)
- 24. März: Martin Studach, Schweizer Ruderer (* 1944)
- 25. März: Heinz Schiller, Schweizer Automobilrennfahrer (* 1930)

### April
- 02. April: Ernst Feick, ehemaliger Präsident des Deutschen Handballbundes (1955–1966) (* 1911)
- 03. April: Vittorina Vivenza, italienische Leichtathletin (* 1912)
- 08. April: Heinz-Georg Sievers, deutscher Arzt und Handballspieler (* 1923)
- 11. April: Gordon Wilkins, britischer Journalist und Automobilrennfahrer (* 1912)
- 15. April: Alex Homberger, Schweizer Ruderer (* 1912)
- 16. April: Bolesław Kolasa, polnischer Eishockeyspieler (* 1920)
- 17. April: Maria Lenk, brasilianische Schwimmerin (* 1915)
- 26. April: Raymond Guégan, französischer Radrennfahrer (* 1921)
- 27. April: Günter Thorhauer, deutscher Fußballspieler (* 1931)

### Mai
- 02. Mai: Juan Valdivieso, peruanischer Fußballtorhüter und -trainer (* 1910)
- 04. Mai: Birgit Lundström, schwedische Leichtathletin (* 1911)
- 19. Mai: Jack Findlay, australischer Motorradrennfahrer (* 1935)
- 26. Mai: Marek Krejčí, slowakischer Fußballspieler (* 1980)

### Juni
- 03. Juni: Josef Thelen, deutscher Fußballspieler (* 1941)
- 04. Juni: Willibald Stanek, österreichischer Eishockeyspieler (* 1913)
- 24. Juni: Chris Benoit, kanadischer Profi-Wrestler (* 1967)
- 26. Juni: Jupp Derwall, Trainer der deutschen Fußballnationalmannschaft (* 1927)
- 27. Juni: Alf Olesen, dänischer Leichtathlet (* 1921)
- 30. Juni: Hanggi Boller, Schweizer Eishockeyspieler, -trainer und -funktionär (* 1921)

### Juli
- 06. Juli: Eileen Wearne, australische Leichtathletin (* 1912)
- 10. Juli: Frank Kilroy, US-amerikanischer American-Football-Spieler (* 1921)
- 16. Juli: Alan Shepherd, britischer Motorradrennfahrer (* 1935)
- 20. Juli: Ollie Bridewell, britischer Motorradrennfahrer (* 1985)
- 22. Juli: Carmelo Camet, argentinischer Florettfechter (* 1904)
- 25. Juli: Bernd Jakubowski, deutscher Fußballtorhüter (* 1952)
- 30. Juli: Anne Vrana-O’Brien, US-amerikanische Leichtathletin (* 1911)
- 30. Juli: Bill Walsh, US-amerikanischer American-Football-Trainer (* 1931)
- 31. Juli: Giuseppe Baldo, italienischer Fußballspieler (* 1914)
- 31. Juli: Thomas Bristow, britischer Ruderer (* 1913)

### August
- 01. August: Veikko Karvonen, finnischer Marathonläufer (* 1926)
- 02. August: Queenie Allen, englische Badmintonspielerin (* 1911)
- 09. August: Rudolf Thanner, deutscher Eishockeynationalspieler (* 1944)
- 13. August: Brian Adams, US-amerikanischer Wrestler (* 1963)
- 13. August: Laurent Bernier, kanadischer Skispringer (* 1921)
- 14. August: Bill Lomas, britischer Motorradrennfahrer (* 1928)
- 22. August: Hans Bänninger, Schweizer Eishockeytorhüter (* 1924)
- 27. August: Burkhard Gantenbein, Schweizer Handballspieler und Sportfunktionär (* 1912)
- 27. August: Hans Ruesch, Schweizer Automobilrennfahrer, Publizist und Schriftsteller (* 1913)
- 28. August: Antonio Puerta, spanischer Fußballspieler (* 1984)
- 30. August: Igor Nowikow, sowjetischer Moderner Fünfkämpfer und Olympiasieger (* 1929)

### September
- 04. September: Noriyasu Numata, japanischer Motorradrennfahrer (* 1966)
- 06. September: Martin Čech, tschechischer Eishockeyspieler (* 1976)
- 09. September: Helmut Senekowitsch, österreichischer Fußballspieler und -trainer (* 1933)
- 10. September: Joseph Rantz, US-amerikanischer Ruderer (* 1914)
- 15. September: Colin McRae, britischer Rallyefahrer (* 1968)
- 16. September: Buster Ramsey, US-amerikanischer American-Football-Spieler und -Trainer (* 1920)
- 27. September: Horst Podlasly, deutscher Fußballtorhüter (* 1936)
- 30. September: Rudolf Kunz, deutscher Motorradrennfahrer (* 1939)
- 30. September: Henri Paternóster, belgischer Fechter (* 1908)

### Oktober
- 01. Oktober: Al Oerter, US-amerikanischer Diskuswerfer (* 1936)
- 07. Oktober: Norick Abe, japanischer Motorradrennfahrer (* 1975)
- 08. Oktober: Jean-François Van Der Motte, belgischer Radrennfahrer (* 1913)
- 15. Oktober: Hansruedi Scheller, Schweizer Ruderer (* 1931)
- 17. Oktober: Maria Kwaśniewska, polnische Leichtathletin (* 1913)
- 30. Oktober: John Woodruff, US-amerikanischer Leichtathlet (* 1915)

### November
- 01. November: Edith Motridge, US-amerikanische Schwimmerin (* 1913)
- 02. November: Don Freeland, US-amerikanischer Automobilrennfahrer (* 1925)
- 05. November: Nils Liedholm, schwedischer Fußballspieler und -trainer (* 1922)
- 09. November: Helen Schifano, US-amerikanische Kunstturnerin (* 1922)
- 13. November: John Doherty, englischer Fußballspieler (* 1935)
- 13. November: Robert Taylor, US-amerikanischer Sprinter und Olympiasieger (* 1948)
- 15. November: Nikolai Solowjow, sowjetisch-russischer Ringer und Olympiasieger (* 1931)
- 16. November: Billy Hagan, Unternehmer, Automobilrennfahrer und Rennstallbesitzer (* 1932)
- 18. November: Ellen Müller-Preis, österreichische Fechterin (* 1912)
- 22. November: Reg Park, britischer Bodybuilder (* 1928)
- 24. November: Gustav Reiner, deutscher Motorradrennfahrer (* 1953)
- 27. November: Bill Willis, US-amerikanischer American-Football-Spieler und -Trainer (* 1921)

### Dezember
- 01. Dezember: Ken McGregor, australischer Tennisspieler (* 1929)
- 05. Dezember: John Winter, australischer Hochsprung-Leichtathlet (* 1924)
- 06. Dezember: Marjorie Eccles, britische Automobilrennfahrerin (* 1910)
- 09. Dezember: Kurt Schmied, österreichischer Fußballtorwart (* 1926)
- 12. Dezember: Hans Hansen, deutscher Sportfunktionär (* 1926)
- 22. Dezember: Ferdinand Fabra, deutscher Fußballtrainer (* 1906)